# Napodesmus costatus
Napodesmus costatus är en mångfotingart som beskrevs av Cook 1896. Napodesmus costatus ingår i släktet Napodesmus och familjen fingerdubbelfotingar. Inga underarter finns listade i Catalogue of Life.